# Берцо-Демо
Берцо-Демо (італ. Berzo Demo) — муніципалітет в Італії, у регіоні Ломбардія, провінція Брешія.
Берцо-Демо розташоване на відстані близько 500 км на північ від Рима, 115 км на північний схід від Мілана, 65 км на північ від Брешії.
Населення — 1689 осіб (2014).

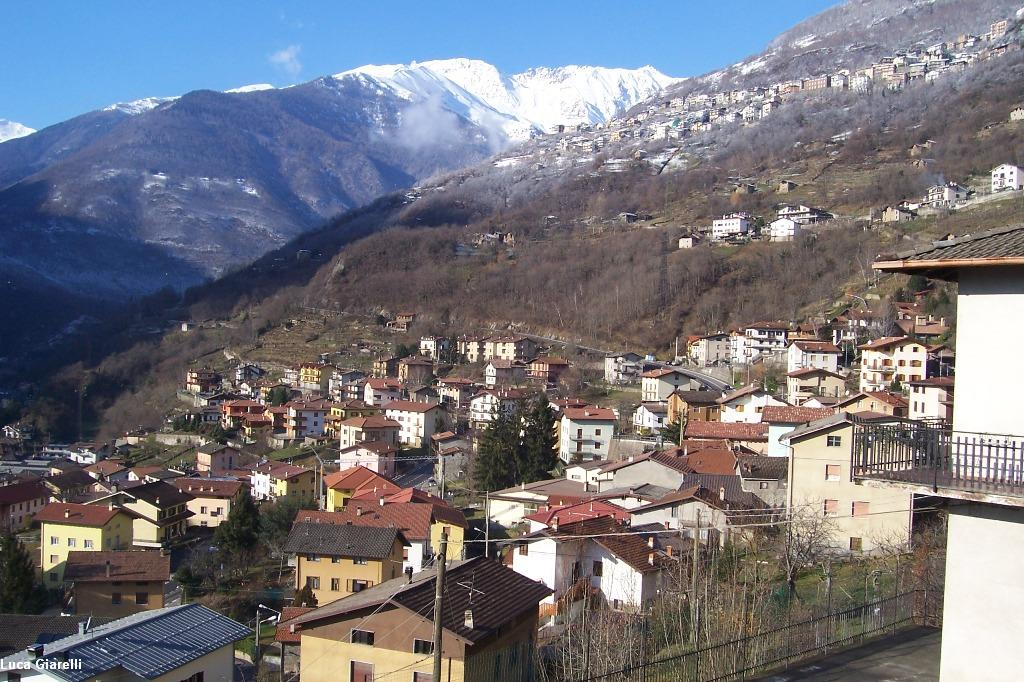

Щорічний фестиваль відбувається 2 серпня,10 серпня. Покровитель — Sant'Eusebio di Vercelli.

## Демографія
Населення за роками:

Станом на 1 січня 2023 року в муніципалітеті офіційно проживали 24 іноземці з 13 країн, серед них 4 громадяни країн Євросоюзу та 5 громадян України.

## Сусідні муніципалітети
- Чедеголо
- Чево
- Малонно
- Паїско-Ловено
- Селлеро
- Соніко